# Breeders' Cup Juvenile Fillies Turf
Groupe 1

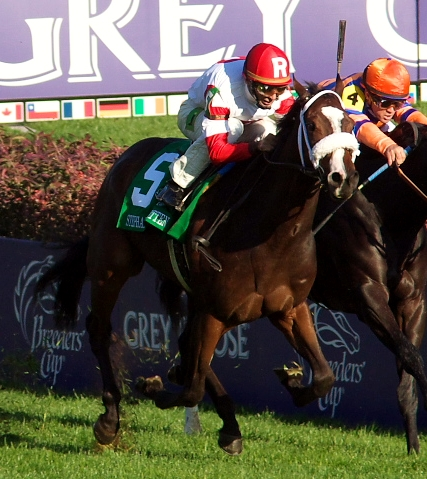
Stephanie's Kitten, lauréate en 2011

La Breeders' Cup Juvenile Fillies Turf est l'une des épreuves de la Breeders' Cup. 
Cette course est ouverte aux pouliches de 2 ans et se déroule sur la distance de 1 600 m sur le gazon.
Ajoutée au programme de la Breeders' Cup en 2008, cette épreuve dotée de 1 000 000 $, courue le vendredi, a acquis le statut de groupe 1 en 2012.

## Palmarès
| Année | Hippodrome       | Vainqueur          | Pays        | Père            | Jockey             | Entraîneur         | Propriétaire                   | Deuxième          | Troisième        | Temps   |
| ----- | ---------------- | ------------------ | ----------- | --------------- | ------------------ | ------------------ | ------------------------------ | ----------------- | ---------------- | ------- |
| 2024  | Del Mar          | Lake Victoria      | Irlande     | Frankel         | Ryan Moore         | Aidan O'Brien      | Coolmore                       | May Day Ready     | Nitrogen         | 1'34"28 |
| 2023  | Santa Anita Park | Hard to Justify    | États-Unis  | Justify         | Flavien Prat       | Bob Baffert        | Wise Racing LLC                | Porta Fortuna     | She Feels Pretty | 1'34"42 |
| 2022  | Keeneland        | Meditate           | Irlande     | No Nay Never    | Ryan Moore         | Aidan O'Brien      | Coolmore                       | Pleasant Passage  | Cairo Consort    | 1'35"38 |
| 2021  | Del Mar          | Pizza Bianca       | États-Unis  | Fastnet Rock    | Jose Ortiz         | Christophe Clément | Bobby Flay                     | Malavath          | Haughty          | 1'36"08 |
| 2020  | Keeneland        | Aunt Pearl         | États-Unis  | Lope de Vega    | Florent Géroux     | Brad Cox           | M. Dubb, Madaket Stables & al. | Mother Earth      | Miss Amulet      | 1'35"71 |
| 2019  | Santa Anita Park | Sharing            | États-Unis  | Speightstown    | Manuel Franco      | Graham Motion      | Eclipse Thoroughbreds Ltd      | Daahyeh           | Sweet Melania    | 1'34"59 |
| 2018  | Churchill Downs  | Newspaperofrecord  | États-Unis  | Lope de Vega    | Irad Ortiz Jr.     | Chad Brown         | Klaravich Stables, Inc.        | East              | Stellar Agent    | 1'39"00 |
| 2017  | Del Mar          | Rushing Fall       | États-Unis  | More Than Ready | Javier Castellano  | Chad Brown         | E Five Racing Thoroughbreds    | Best Performance  | September        | 1'36"09 |
| 2016  | Santa Anita Park | New Money Honey    | États-Unis  | Medaglia d'Oro  | Javier Castellano  | Chad Brown         | E Five Racing Thoroughbreds    | Coasted           | Cavale Doree     | 1'34"01 |
| 2015  | Keeneland        | Catch A Glimpse    | États-Unis  | City Zip        | Florent Géroux     | Mark Casse         | G.Barber & M.Ambler            | Alice Springs     | Nemoralia        | 1'39"08 |
| 2014  | Santa Anita Park | Lady Eli           | États-Unis  | Divine Park     | Irad Ortiz Jr.     | Chad Brown         | Sheep Pond Partners            | Sunset Glow       | Osaila           | 1'33"41 |
| 2013  | Santa Anita Park | Chriselliam        | Royaume-Uni | Iffraaj         | Richard Hughes     | Charles Hills      | W.Carson, E.Asprey & C.Wright  | Testa Rossi       | Colonel Joan     | 1'33"72 |
| 2012  | Santa Anita Park | Flotilla           | France      | Mizzen Mast     | Christophe Lemaire | Mikel Delzangles   | Cheikh Mohammed Al Thani       | Watsdachances     | Summer Of Fun    | 1'34"64 |
| 2011  | Churchill Downs  | Stephanie's Kitten | États-Unis  | Kitten's Joy    | John Velazquez     | Wayne Catalano     | Ken & Sarah Ramsey             | Stopshoppingmaria | Sweet Cat        | 1'38"90 |
| 2010  | Churchill Downs  | More Than Real     | États-Unis  | More Than Ready | Garrett Gomez      | Todd Pletcher      | Bobby Flay                     | Winter Memories   | Kathmanblu       | 1'36"61 |
| 2009  | Santa Anita Park | Tapitsfly          | États-Unis  | Offlee Wild     | Robby Albarado     | Dale L. Romans     | Frank L. Jones, Jr.            | Rose Catherine    | House of Grace   | 1'34"25 |
| 2008  | Santa Anita Park | Maram              | États-Unis  | Tapit           | Jose Lezcano       | Chad Brown         | K.Woods & Saud bin Khaled      | Heart Shaped      | Laragh           | 1'35"15 |